# Пуэрто-Рондон
Пуэрто-Рондон (исп. Puerto Rondón) — город и муниципалитет на северо-востоке Колумбии, на территории департамента Араука.

## История
Поселение, из которого позднее вырос город, было основано в 1921 году. Муниципалитет Пуэрто-Рондон был выделен в отдельную административную единицу в 1987 году.

## Географическое положение

Муниципалитет Пуэрто-Рондон

Город расположен в южной части департамента, на левом берегу реки Касанаре, на расстоянии приблизительно 95 километров к юго-юго-западу (SSW) от города Араука, административного центра департамента. Абсолютная высота — 252 метра над уровнем моря.

Муниципалитет Пуэрто-Рондон граничит на севере и северо-западе с территорией муниципалитета Араукита, на северо-востоке — с муниципалитетом Араука, на востоке — с муниципалитетом Краво-Норте, на западе — с муниципалитетом Таме, на юге — с территорией департамента Касанаре. Площадь муниципалитета составляет 2313 км².

## Население
По данным Национального административного департамента статистики Колумбии, совокупная численность населения города и муниципалитета в 2015 году составляла 3844 человека.
Динамика численности населения муниципалитета по годам:
| 2005 | 2006 | 2007 | 2008 | 2009 | 2010 | 2011 | 2012 | 2013 | 2014 | 2015 |
| ---- | ---- | ---- | ---- | ---- | ---- | ---- | ---- | ---- | ---- | ---- |
| 3962 | 3947 | 3932 | 3918 | 3905 | 3893 | 3882 | 3871 | 3861 | 3852 | 3844 |

Согласно данным переписи 2005 года мужчины составляли 50,8 % от населения Пуэрто-Рондона, женщины — соответственно 49,2 %. В расовом отношении белые и метисы составляли 99,8 % от населения города; негры, мулаты и райсальцы — 0,2 %.
Уровень грамотности среди всего населения составлял 88,2 %.

## Экономика
Основу экономики Пуэрто-Рондона составляет животноводство.

56,5 % от общего числа городских и муниципальных предприятий составляют предприятия торговой сферы, 28,3 % — предприятия сферы обслуживания, 14,1 % — промышленные предприятия, 1,1 % — предприятия иных отраслей экономики.